# Henryk Jackowski (pułkownik)
Henryk Wincenty Jackowski ps. Radwan (ur. 21 września 1917 w Mikołajowie, zmarł 5 listopada 2013 w Warszawie) – żołnierz Wojska Polskiego i działacz podziemia niepodległościowego w czasie II wojny światowej w ramach Armii Krajowej, kawaler Orderu Virtuti Militari i Orderów Odrodzenia Polski.

## Życiorys
Urodził się w rodzinie Bolesława i Marii z d. Szymborska. Od 1927 należał do ZHP na Śląsku, gdzie został mianowany podharcmistrzem. Brał udział w kampanii wrześniowej, po jej zakończeniu w ramach 73 pułku piechoty współorganizował w Sosnowcu Organizację „Orzeł Biały”. W czasie okupacji niemieckiej działał w konspiracji niepodległościowej od Służby Zwycięstwu Polski, poprzez Związek Walki Zbrojnej i Armię Krajową. Współpracował też z Szarymi Szeregami). Współorganizował akcję „Burza” na terenie Górnego Śląska. Tam też m.in. prowadził i kierował działaniami Akcji N i brał bezpośredni udział w dostawach żywności dla oddziałów partyzanckich.
Po wojnie zatrzymywany i szykanowany przez Urząd Bezpieczeństwa (1946 i 1950), jednak z powodu braku dowodów winy zwalniany. Absolwent wydziału prawa i administracji Uniwersytetu Warszawskiego, pracował na kierowniczych stanowiskach w różnych przedsiębiorstwach m.in. w Sosnowcu, Krakowie, Łodzi i Wiedniu.

## Odznaczenia
- Krzyż Srebrny Orderu Virtuti Militari[3]
- Krzyż Komandorski Orderu Odrodzenia Polski[3]
- Krzyż Oficerski Orderu Odrodzenia Polski[3]
- Krzyż Kawalerski Orderu Odrodzenia Polski[3]
- Srebrny Krzyż Zasługi z Mieczami[3]
- Brązowy Krzyż Zasługi z Mieczami[3]
- Śląski Krzyż Powstańczy[3]
- Krzyż Partyzancki[3]
- Krzyż Walecznych[3]
- Krzyż Armii Krajowej[3]